# Паинђени (Муреш)
Паинђени (рум. Păingeni) насеље је у Румунији у округу Муреш у општини Глодени. Oпштина се налази на надморској висини од 363 m.

## Становништво
Према подацима из 2002. године у насељу је живело 458 становника.

### Попис2002.
| Расподела становништва по националности 2002.‍ | Расподела становништва по националности 2002.‍ | Расподела становништва по националности 2002.‍ | Расподела становништва по националности 2002.‍ | Расподела становништва по националности 2002.‍ |
| --------------------------------------------- | --------------------------------------------- | --------------------------------------------- | --------------------------------------------- | --------------------------------------------- |
|                                               |                                               |                                               |                                               |                                               |
| Румуни                                        | Румуни                                        |                                               | 62                                            | 13,5%                                         |
| Мађари                                        | Мађари                                        |                                               | 389                                           | 84,9%                                         |
| Роми                                          | Роми                                          |                                               | 7                                             | 1,5%                                          |